# Kaple svatého Víta (Sinutec)
Kaple svatého Víta je římskokatolická poutní kaple v Sinutci v okrese Louny zasvěcená svatému Vítovi. Od roku 1964 je chráněna jako kulturní památka. Stojí na severním okraji vesnice.

## Historie
Kaple vznikla na přelomu sedmnáctého a osmnáctého století, možná však již v roce 1689. Snad v roce 1738 bylo její jihozápadní nároží zpevněno mohutným opěrákem. Tradice poutí byla spojená s nedalekou studánkou, jejíž vodu lidé považovali za zázračně léčivou. Poutě však ustaly již v osmdesátých letech osmnáctého století po církevních reformách císaře Josefa II. V šedesátých letech dvacátého století byla ještě opravena střecha, ale potom začal areál chátrat.
O kapli pečuje Spolek pro záchranu kaple sv. Víta v Sinutci.

## Stavební podoba
Obdélná kaple má trojboce uzavřený presbytář. Západní průčelí je zdůrazněno volutovým štítem a výklenky po obou stranách vstupního portálu. Ze střechy vybíhá sanktusová vížka. Vnitřní stěny mají zkosené kouty a člení je výklenky. Prostor před vstupem a severně od kaple ohrazuje zeď.

## Zařízení
Zařízení interiéru se nedochovalo. Na západní straně stávala dřevěná kruchta a barokní oltář zhotovil bílinský truhlář Pantzner v roce 1702. Podle inventáře z první poloviny devatenáctého století se v kapli kromě oltáře nacházela také kazatelna, obraz svatého Jana Nepomuckého, čtyři lavice, čtyři kruhové obrazy evangelistů a pozlacený pacifikál.